# Despise the Sun
Despise the Sun - minialbum amerykańskiej grupy muzycznej Suffocation. Wydawnictwo ukazało się 30 kwietnia 1998 roku nakładem wytwórni muzycznej Vulture Records. Nagrania zostały zarejestrowane w Cove City Sound Studios w Nowym Jorku. Miksowanie i mastering odbyło się w Morrisound Recording w Tampie w stanie Floryda.

## Lista utworów
Opracowano na podstawie materiału źródłowego.
1. "Funeral Inception" (Cerritto) - 3:57
2. "Devoid of Truth" (Cerritto, Culross, Hobbs) - 2:31
3. "Despise the Sun" (Cerrito, Hobbs) - 3:20
4. "Bloodchurn" (Cerrito, Culross, Hobbs, Mullen) - 2:43
5. "Catatonia" (Mullen, Cerrito, Hobbs, Richards, Culross) - 4:02